# جمال وحزن (رواية)
حزن وجمال (باليابانية:美しさと哀しみと) هي آخر رواية كتبها ياسوناري كواباتا الذي نال جائزة نوبل للآداب عام 1968 قبل أن ينتحر في 12 نيسان 1972. الرواية ظهرت سنة 1965.
رواية كاملة شديدة الغنى، تمتزج فيها تأملات سيكولوجية عميقة ونظرات لا تقل عمقا إلى معنى خلود الفن والأدب، ووصف ساحر لحدائق اليابان ومناظرها، التي اعتبرت لدى كاواباتا كنظريات أثيرة حول الموت والوحدة والحب والعشق والجمال.

## القصة
الرواية تتحدث عن قصة مرأة التقت مجددا بحبيب قديم. وتتطرق للمشاكل مع عائلة الرجل وإلى قصص حب أخرى.
«أوكي» توشيو، الكاتب المعروف، يعزم على الارتباط مرة أخرى بماضيه حين يزور (كيوتو) وهي مدينة يابانية ليستمع فيها عشية رأس السنة، لأجراس الأديرة التي تعلن انتهاء العام. وهو يأمل إذ يقوم بذلك، أن يلتقي مرة أخرى تلك التي كانت عشيقته قبل ذلك بعشرين سنة: «أوتوكو» التي أصبحت رسامة مشهورة. وكانت تعيش في (كيوتو) مع تلميذة لها تدعى «كايكو»، وهي فتاة ذات جمال ساحر، وطبيعة ملتهبة، كانت تصمم على انتقام فريد، انتقام يحبط بنتيجة فاجعة، كل محاولة «لأوكي» بأن يبعث بذلك الماضي.

## شخصيات الرواية
- أوكي توشيو: كاتب ياباني مشهور في منتصف العمر، يسافر إلى كيوتو في رأس السنة على أمل لقاء عشيقته السابقة. يمثل شخصية مثقلة بالندم والحنين، ويعيش صراعًا داخليًا بين الماضي والحاضر.
- أوتوكو: رسامة محترفة في الأربعين من عمرها، كانت على علاقة حب محرّمة مع أوكي عندما كانت في السادسة عشرة. رغم الألم الذي خلفه هذا الحب، لا تزال تحتفظ بمشاعرها تجاهه، وتعيش في كيوتو مع تلميذتها.
- كايكو: فتاة شابة جميلة وذات طبيعة نارية، تلميذة أوتوكو وحبيبتها، تسعى للانتقام من أوكي بسبب ما سببه لأوتوكو من ألم، وتقوم بفعل مأساوي يغيّر مجرى الأحداث.
- فوميكو: زوجة أوكي، تعاني من آثار علاقة زوجها السابقة، وتُظهر مشاعر الغيرة والغضب، لكنها تبقى في الظل مقارنةً ببقية الشخصيات.[7]

## اقتباسات من الرواية
"إن الزمن أشبه بنهر، يجري أحياناً بسرعة، وأحياناً أخرى بإيقاع أبطأ. بل يتفق له أيضاً أن يكف عن الجريان وأن يأسن في موضعه." هذا الاقتباس يعكس نظرة كواباتا العميقة للزمن كعنصر غير ثابت، يتفاعل مع مشاعر الإنسان.
"ولئن كان الزمن الكوني يجري سوياً لجميع الكائنات البشرية، فإن كل إنسان يتحرك ضمنه وفق إيقاع خاص به." تأمل فلسفي في كيف يعيش كل فرد تجربته الزمنية بشكل مختلف، تبعًا لحالته النفسية .
"سكونٌ أمرٌ رائعٌ لو تمكن المحارب من مصارعة السنين." تعبير شعري عن الصراع الداخلي مع مرور الزمن، والرغبة في الثبات وسط التغيرات
"ليست حياتي سوى شظية في مشهد طبيعي." تعبير عن شعور الإنسان بالتلاشي أمام عظمة الطبيعة والزمن، وهو من أكثر اقتباسات كواباتا شاعرية وتأملًا.
"حين يصبح المرء أصلع، يندم على أنه لم يغتنم الفرصة." اقتباس ساخر يحمل في طياته حكمة عن اغتنام اللحظات قبل فوات الأوان.

"إن الناس لم يعودوا يتكلمون هكذا. فهناك كلمات جديدة تولد كل يوم، كتلك الفئران التي رأيناها الساعة، وتنحت الأشياء الهامة من غير أن يهتم بها أحد." تأمل في تغير اللغة والمجتمع، وكيف أن المعاني العميقة تُهمل في زحمة الحداثة.

## أسلوب الرواية
أسلوب رواية حزن وجمال لياسوناري كواباتا يتسم بالشاعرية والتأمل العميق، حيث يمزج الكاتب بين بساطة اللغة وثراء المعاني، مستعينًا بوصف دقيق للطبيعة اليابانية ومشاهدها كخلفية رمزية للمشاعر الإنسانية. تعتمد الرواية على السرد الداخلي والانفعالات النفسية، وتُبرز التوترات العاطفية بين الشخصيات من خلال حوارات مقتضبة وإيماءات خفية، مما يعكس تأثر كواباتا بالفن الياباني التقليدي في الاقتصاد التعبيري. كما تتخلل النص تأملات فلسفية حول الزمن، الحب، الفقد، والجمال، مما يمنح الرواية طابعًا وجوديًا عميقًا